# Centre Comercial Parc Melilla
El Centre Comercial Parc Melilla és l'únic centre comercial de la ciutat espanyola de Melilla. Està situat a la zona sud-est de la ciutat, al solar de l'antiga Caserna de Valenzuela, pròxim a la frontera de Beni Enzar.

## Història
Si bé el projecte de situar un centre comercial al solar de l'antiga caserna de Valenzuela era bastant antic, no va ser fins al 2 de juliol de 2014 que es va modificar el PGOU. El 7 de setembre de 2016 la Ciutat Autònoma de Melilla va concedir permís per a la seva construcció, començant les obres al cap de poc.
Va ser inaugurat el 29 de novembre de 2017 i va obrir les portes l'endemà.

## Descripció
El centre compta amb un disseny obert, amb un aparcament amb una capacitat per a 1.350 vehicles en el soterrani, així com en la planta baixa, on se situen places, que organitzen els accessos als mòduls comercials de dues plantes, amb més de 40.000 m².
Compta amb grans superfícies com Eroski, 2.000 m², Leroy Merlin, Decathlon i Worten, 2.000 m², botigues de moda, com Cortefiel o Zara i una zona de restauració, Burger King.